# Pierwsi ministrowie Irlandii Północnej
Pierwszy minister Irlandii Północnej (ang. The First Minister of Northern Ireland, irl. Céad-Aire Thuaisceart Éireann) jest nominalnym szefem autonomicznego rządu Irlandii Północnej, powołanego na mocy porozumienia wielkopiątkowego oraz późniejszych ustaleń. W praktyce pierwszy minister musi dzielić się całą swoją władzą ze swoim zastępcą. Pomimo tytulatury sugerującej hierarchiczność, oba stanowiska są równorzędne. Ma to na celu zachowanie równowagi pomiędzy tzw. unionistami (protestantami opowiadającymi się za pozostawaniem Irlandii Północnej przy Wielkiej Brytanii) a tzw. republikanami (katolikami preferującymi przyłączenie regionu do Republiki Irlandii).

## Lista pierwszych ministrów
| Premier                                                                                   | Premier                            | Premier         | Kadencja             | Kadencja             | Partia polityczna | Rząd                           |
| #                                                                                         | Portret                            | Imię i Nazwisko | Od                   | Do                   | Partia polityczna | Rząd                           |
| ----------------------------------------------------------------------------------------- | ---------------------------------- | --------------- | -------------------- | -------------------- | ----------------- | ------------------------------ |
| 1                                                                                         | David Trimble (1944–2022)          |                 | 1 lipca 1998         | 1 lipca 2001         | UUP               | Pierwszy rząd Davida Trimble   |
| -                                                                                         | Reg Empey (1947–) (tymczasowo)     |                 | 1 lipca 2001         | 6 listopada 2001     | UUP               | Pierwszy rząd Davida Trimble   |
| (1)                                                                                       | David Trimble (1944–2022)          |                 | 6 listopada 2001     | 14 października 2002 | UUP               | Drugi rząd Davida Trimble      |
| w okresie 15 października 2002 – 8 maja 2007 autonomia Irlandii Północnej była zawieszona |                                    |                 |                      |                      |                   |                                |
| 2                                                                                         | Ian Paisley (1926–2014)            |                 | 8 maja 2007          | 5 czerwca 2008       | DUP               | Rząd Iana Paisleya             |
| 3                                                                                         | Peter Robinson (1948–)             |                 | 5 czerwca 2008       | 11 stycznia 2010     | DUP               | Pierwszy rząd Petera Robinsona |
| -                                                                                         | Arlene Foster (1970–) (tymczasowo) |                 | 11 stycznia 2010     | 3 lutego 2010        | DUP               | Pierwszy rząd Petera Robinsona |
| (3)                                                                                       | Peter Robinson (1948–)             |                 | 3 lutego 2010        | 10 września 2015     | DUP               | Drugi rząd Petera Robinsona    |
| -                                                                                         | Arlene Foster (1970–) (tymczasowo) |                 | 10 września 2015     | 20 października 2015 | DUP               | Trzeci rząd Petera Robinsona   |
| 3                                                                                         | Peter Robinson (1948–)             |                 | 20 października 2015 | 11 stycznia 2016     | DUP               | Trzeci rząd Petera Robinsona   |
| 4                                                                                         | Arlene Foster (1970–)              |                 | 11 stycznia 2016     | 9 stycznia 2017      | DUP               | Pierwszy rząd Arlene Foster    |
| -                                                                                         | Arlene Foster (1970–)              |                 | 11 stycznia 2020     | 14 czerwca 2021      | DUP               | Drugi rząd Arlene Foster       |
| 5                                                                                         | Paul Givan (1981–)                 |                 | 17 czerwca 2021      | 4 lutego 2022        | DUP               | Rząd Paula Givana              |
| wakat w okresie od 4 lutego 2022 do 3 lutego 2024                                         |                                    |                 |                      |                      |                   |                                |
| 6                                                                                         | Michelle O’Neill (1977–)           |                 | 4 lutego 2024        |                      | Sinn Féin         | Rząd Michelle O’Neill          |